# كينزو
كينزو هي دار أزياء فرنسية فاخرة تأسست في عام 1970 من قبل المصمم الياباني كنزو تاكادا وهي الأن مملوكة من قبل شركة أل في أم أش - مويت هنسي لوي فيتون.